# Nasuconia
Nasuconia (лат.) — род горбаток из подсемейства Darninae (Membracidae). Неотропика.

## Описание
Мелкие равнокрылые насекомые (длина 5—9 мм). Характеризуется следующими признаками: переднеспинка коническая, косо выдается вперед по крайней мере на 1/3 длины за надусиковый край, с поперечными гребнями; переднеспинка пунктированная, с прерывистыми продольными желтыми линиями или узловатая; плечевые углы короткие, треугольные, слегка выдаются латерально. Цвет коричневый или черный, переднеспинка с желтыми продольными линиями или узлами; голова пунктированная, опушенная; передние крылья гиалиновые; склеротизация брюшка неоднородная, с сильно склеротизованным стернитом, контрастирующим с почти мембранным тергитом; стерниты брюшка с отчетливыми ямками. Голова треугольная, длиннее своей ширины.

## Систематика
В целом Nasuconia сходен с родами Cyphotes, Aspona, Taunaya и Hypheodana. После морфологической оценки имеющегося материала энтомологам не удалось найти ни одного признака для определения каждого рода в рамках этого родового комплекса; скорее, для их дифференциации следует рассматривать сочетание признаков головы и переднеспинки. Nasuconia отличается от других упомянутых родов тем, что фронтоклипеус более сильно коничен и выступает вперед, его поверхность поперечно ребристая, а пронотум в боковом виде с преапикальной частью заднего отростка низкий (примерно на одной высоте с метопидием). У Cyphotes и Aspona переднеспинка менее вытянута, а преапикальная часть пронотума обычно приподнята (намного выше метопидия). У Hypheodana фронтоклипус яйцевидный, а не конический, обычно проецируется вентрально перпендикулярно длинной оси тела. У Taunaya фронтоклипус продолговатый, а переднеспинка с преапикальной частью заднего отростка сильно выпуклая.
- Nasuconia catarina Sakakibara, 2006[3]
- Nasuconia curculionoida Sakakibara, 2006[3]
- Nasuconia ellenfutterae Gonzalez-Mozo, & Ware, 2023[1]
- Nasuconia guianensis Gonzalez-Mozo, & Ware, 2023[1]
- Nasuconia lineosa  (Walker, 1862)[4]
- Nasuconia nanica  Sakakibara, 2006[3]
- Nasuconia yasuni Gonzalez-Mozo, & Ware, 2023[1]